# يوكو شيويا
يوكو شيويا (塩屋翼 شيويا يوكو) (اسمه الحقيقي تسوباسا شيويا (塩屋翼 شيويا تسوباسا)) هو ممثل ومخرج صوت ياباني ولد في 24 يونيو 1958 في محافظة كاغوشيما.

## أدواره في الأنمي

### مسلسلات أنمي تلفزيونية
- مغامرة جوجو الغريبة - ويل إيه زيبيلي
- سلام دانك - بدر، دي تي
- جينيريتر جاول - دكتور تاكوما نيكاسا
- كاوبوي بيبوب - مايلز
- روروني كنشين - دكتور أوغوني غينساي
- سينت سيا - سايرن سورينتو
- سلايرز إيفولوشن-آر - توبي
- طموحات أودا نوبونا - كينوشيتا توكيتشيرو
- سهم الفضاء - سيف
- الهارب الفضائي إيديون - كوزمو يوكي
- تحذير السمكة الذهبية! - شويتشي كيتادا

### أفلام أنمي
- بيرفكت بلو - شيبويا
- سلام دانك: إلى لقب البطولة! - بدر
- سلام دانك: أقوى تحدي لفريق الصقور! - بدر
- سلام دانك: زئير روح لاعب كرة السلة! - بدر
- الهارب الفضائي إيديون: الإتصال - كوزمو يوكي
- الهارب الفضائي إيديون: التشغيل - كوزمو يوكي

## أدواره في ألعاب الفيديو
- جوجوز بيزار أدفنتشر: أول ستار باتل - ويل إيه زيبيلي
- جوجوز بيزار أدفنتشر: آيز أوف هيفن - ويل إيه زيبيلي
- سينت سيا أوميغا: ألتيميت كوزمو - سورينتو

## أدواره في الدبلجة اليابانية
- المتحولون - بامبلبي
- إنسينو مان - ستانلي «ستوني» براون
- جوني تيست - دوكي
- روبي - تيريان كالوز

## أعماله كمخرج صوت في الأنمي

### مسلسلات أنمي تلفزيونية
- باسيليسك

## وصلات خارجية
- يوكو شيويا على موقع IMDb (الإنجليزية)
- يوكو شيويا على موقع ميوزك برينز (الإنجليزية)
- يوكو شيويا على موقع قاعدة بيانات الفيلم (الإنجليزية)
- يوكو شيويا على موقع ANN person (الإنجليزية)